# IX. Fliegerkorps
Le IX. Fliegerkorps (9e Corps aérien) a été l'un des principaux Corps de la Luftwaffe allemande durant la Seconde Guerre mondiale.

## Création et différentes dénominations
Il est formé en novembre 1941 à Jever, à partir de la 9. Flieger-Division. Le 13 novembre 1944, ce Corps est renommé IX. Fliegerkorps (J), prenant le contrôle de plusieurs kampfgeschwadern alors qu'ils étaient en conversion d'unités de bombardiers pour devenir des escadrilles de chasseurs. Le 26 janvier 1945, il est renommé IX. (J) Fliegerkorps, et est responsable de la défense aérienne de l'Allemagne, en remplacement de l'ancien Groupe I. Jagdkorps.

## Commandement

Drapeau du chef du Fliegerkorps

| Début            | Fin              | Grade               | Nom                  |
| ---------------- | ---------------- | ------------------- | -------------------- |
| 16 octobre 1940  | 29 décembre 1942 | General der Flieger | Joachim Coeler (en)  |
| 29 décembre 1942 | 3 septembre 1943 | General             | Stefan Fröhlich (en) |
| 4 septembre 1943 | 8 mai 1945       | Generalmajor        | Dietrich Peltz       |

## Chef d'état-major
| Début            | Fin              | Grade          | Nom                                 |
| ---------------- | ---------------- | -------------- | ----------------------------------- |
| Novembre 1940    | 1er août 1941    | Generalmajor   | Hans-Armin Czech                    |
| 1er août 1941    | 1er octobre 1941 | Generalmajor   | Alfred Schlemm                      |
| 1er octobre 1941 | 12 août 1942     | Oberst         | Hans-Detlef Herhudt von Rohden (de) |
| ?                | Décembre 1944    | Oberst         | Hans Wolter                         |
| 18 décembre 1944 | Janvier 1945     | Oberstleutnant | Erich Bode                          |
| Janvier 1945     | Mai 1945         | Oberst         | Erhart Krafft von Dellmensingen     |

## Quartier général
Le quartier général s'est déplacé suivant l'avancement du front.
| Début           | Fin               | Ville                                  |
| --------------- | ----------------- | -------------------------------------- |
| Novembre 1940   | Juin 1941         | Soesterberg                            |
| Juin 1941       | Avril 1943        | Le Francport près de Soissons          |
| Juin 1941       | Août 1944         | Le Coudray-sur-Thelle près de Beauvais |
| Août 1944       | 1er novembre 1944 | Zerbst                                 |
| 2 novembre 1944 | Janvier 1945      | Prague                                 |
| 12 février 1945 | Avril 1945        | Treuenbrietzen près de Berlin          |
| Avril 1945      | Mai 1945          | Munich                                 |

## Rattachement
| Novembre 1940 - Juin 1941      |  | Luftflotte 2     |
| Juin 1941 - Septembre 1944     |  | Luftflotte 3     |
| Septembre 1944 - Novembre 1944 |  | Luftflotte Reich |
| Novembre 1944 - Janvier 1945   |  | Luftflotte 10    |
| Janvier 1945 - Mai 1945        |  | Luftflotte Reich |

## Unités subordonnées
- Novembre 1940 (Angleterre) :
  - 3. (F)/Aufklärungsgruppe 122
  - Kampfgeschwader 4
  - Kampfgeschwader 40
- Février 1941 (Angleterre) :
  - 3. (F)/Aufklärungsgruppe 122
  - Kampfgeschwader 4
  - Kampfgeschwader 28
  - Kampfgeschwader 30
  - Kampfgruppe 126
- Avril 1944 (Beauvais-Tillé) :
  - 3. (F)/Aufklärungsgruppe 122
  - Kampfgeschwader 2
  - Kampfgeschwader 6
  - Kampfgeschwader 51
  - Kampfgeschwader 54
  - Kampfgeschwader 66
- Juillet 1944 :
  - 3. (F)/Aufklärungsgruppe 122
  - Kampfgeschwader 2
  - Kampfgeschwader 6
  - Kampfgeschwader 30
  - Kampfgeschwader 54
  - Kampfgeschwader 66
  - Lehrgeschwader 1
- Janvier 1945 (Allemagne) :
  - Kampfgeschwader 6 (J)
  - Kampfgeschwader 27 (J)
  - Kampfgeschwader 30 (J)
  - Kampfgeschwader 55 (J)